# Сенегальский рябок
Сенегальский рябок (лат. Pterocles exustus) — вид птиц из семейства рябковых. 
Вид распространён в Африке и Азии. В Африке его ареал занимает тонкую полосу южнее Сахары от Мавритании и Сенегала через Мали, Нигер, Чад, Судан к Кении и Танзании. В Азии вид распространён на Аравийском полуострове, на юге Ирана, в Пакистане и Индии. Встречается в долине Нила в центральной части Египта, но его там наблюдали только в 1979 году. Живёт в каменистых полупустынях и степях. Избегает песчаных пустынь.
Птица среднего размера, длиной 31—33 см и массой 140—240 г. Размах крыльев 48—51 см. В окраске наблюдается половой диморфизм. Самцы охряного цвета, голова светлая. Тонкая чёрная линия отделяет верхнюю часть груди от тёмно-коричневого брюха. Лопатки и центральная часть спины обозначены светло-жёлтыми пятнами с чёрной каймой. Низ крыльев тёмно-коричневый. У самок спина, крылья, хвост и грудь покрыты чёрными и белыми полосками.
Живёт на открытых участках с каменистыми почвами, полузасушливых участках на краях пустынь, равнинах без деревьев. Вне сезона размножения встречается многочисленными стаями. Питается семенами и ягодами, реже травами, листьями, почками, цветами. Основу рациона составляет семена бобовых. Глотает песок и мелкие камешки, чтобы улучшить пищеварение.
Сезон размножения зависит от региона и приурочен к сезону дождей. Образует моногамную пару. Спариванию предшествует ухаживание самца. Гнездо — неглубокая ямка в почве между травами или под кустом, выстланная кусочками высушенной растительности. В кладке два—три яйца. Оба пола поочерёдно насиживают кладку (самец насиживает ночью, самка днём). Инкубация продолжается 20—23 дня. Птенцы с родителями покидают гнездо через несколько часов после вылупления. Потомство питается самостоятельно, но родители снабжают их водой, иногда пролетая до 30 км до ближайшего водоёма. Примерно за месяц птенцы оперяются и могут летать.